# Nalut

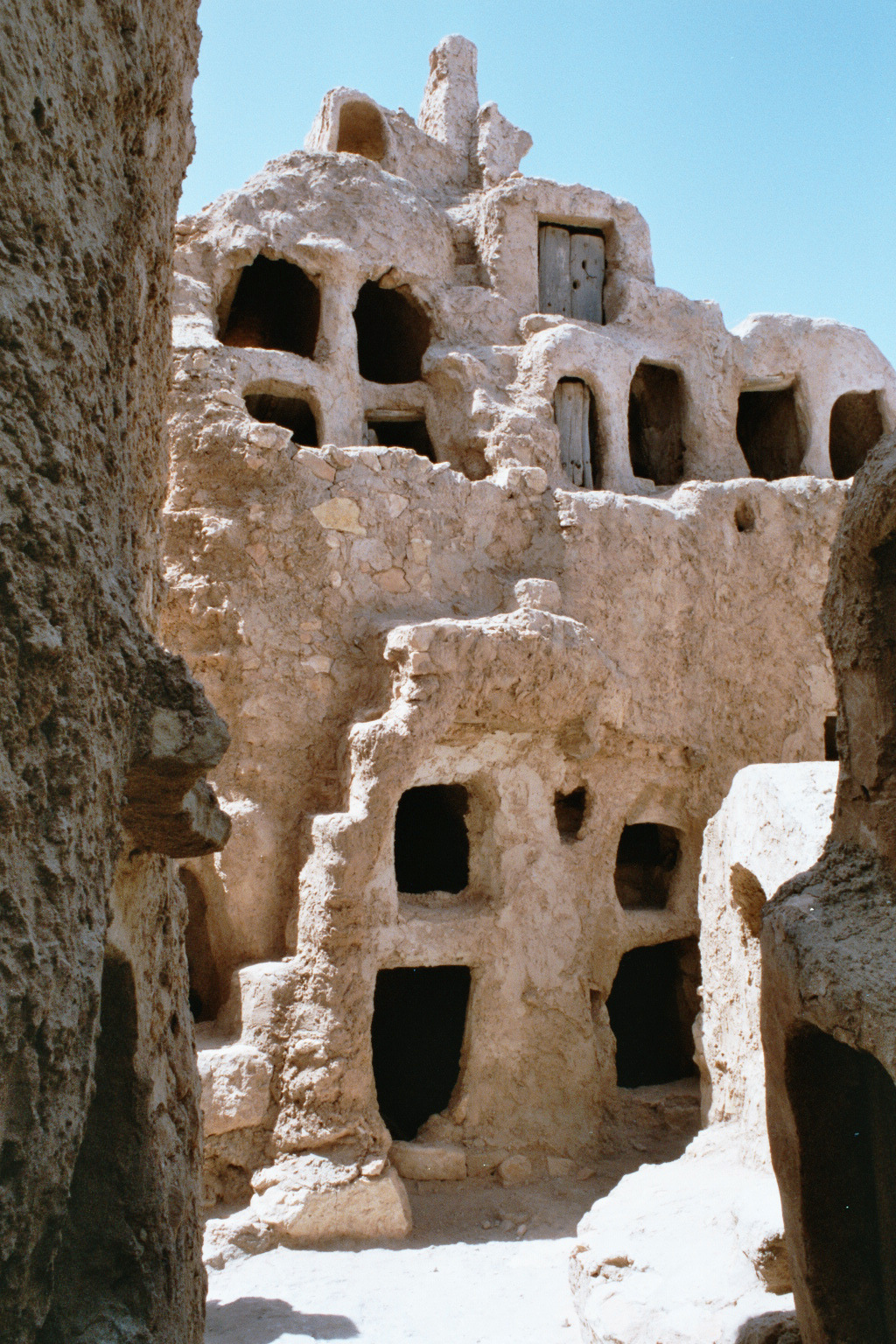
Ksar Nalut, el qsar més antic de Nalut.

Nalut (àrab: نالوت, Nālūt; amazic: ⵏⴰⵍⵓⵜ) és una localitat de Líbia, capital del districte homònim. La població, segons l'estimació de l'any 2010, era de 26.256 habitants.

## Llocs d'interès
Nalut conserva el Ksar Nalut, el qsar més antic de Líbia i la mesquita Alal'a, la més antiga de Nalut, que va ser reconstruïda el 1312.
Un monument al Llibre Verd del coronel Gadafi, a la plaça del poble, va ser demolit durant la Revolta líbia de 2011.
Arran de les descobertes paleontològiques a la regió, s'hi construí el Museu del Dinosaure de Nalut.